# Алмазна промисловість України

## Перспективи виявлення промислових алмазів
У межах території України встановлено три райони прояву кімберлітового і лампроїтового магматизму — корінних джерел алмазів — це північ Волино-Подільської плити, центральна частина Українського щита та Приазовський масив і зона його зчленування з Донбасом.
За перспективами виявлення промислових алмазів Кухітсько-Серхівська площа посідає провідне місце. Саме біля с. Кухітська Воля у 1975 p. було визначено перший кімберлітовий прояв в Україні.
У центральній частині Українського щита в останні роки поблизу м. Кропивницький на ділянках Лелеківська і Щорсівська були встановлені малопотужні тіла кімберлітів і лампроїтів дайкоподібної форми. Цілеспрямованих пошукових робіт на алмази в цьому районі не проводилось.
У Приазов'ї виявлено 7 кімберлітових тіл, прояви лампроїтового магматизму, значну кількість масивів ультраосновних лужних порід і карбонатоподібних утворень, а також відомі численні знахідки алмазів і їхніх мінералів-супутників у вторинних колекторах, представлених різновіковими (від кам'яновугільного до четвертинного періоду) теригенними відкладами.
У морських та алювіальних відкладах берегової зони Чорного моря знахідки алмазів зафіксовані у районі Дністровського лиману, в дельті Дунаю та в гирлі Південного Бугу, поблизу Дніпро-Бузського лиману та біля Тендрівської коси.
Крім зазначених районів, реальні перспективи виявлення промислових алмазів за комплексом геолого-геофізичних даних можливі й на інших площах, але спеціалізовані пошукові роботи на алмази потребують залучення великих інвестицій.
У зв'язку з цим проведення широкомасштабних пошукових робіт на алмази у межах всієї території України нині ускладнено.

## Зовнішня торгівля

### Експорт
У 2016 році Україна експортувала алмазів на суму $3,6 млн, а у 2017 році цей показник становив — $6,9 млн. Традиційними ринками збуту залишається Швейцарія — $3,55 млн та США — $3,4 млн.

### Імпорт
Імпорт алмазів до України протягом 2017 року скоротився більше ніж у 3 рази, до суми у $2,7 млн. Дорогоцінний камінь завозять в Україну з Ботсвани, Ізраїлю та Південної Африки.